# Sender Blaubeuren (Schillerstein)
Der Sender Blaubeuren (Schillerstein) ist ein Füllsender des Südwestrundfunks (ehemals des Süddeutschen Rundfunks) für Hörfunk. Er befindet sich auf dem Schillerstein, etwa 1,5 Kilometer südlich der Blaubeurer Innenstadt, westlich des Teilorts Gerhausen. Als Antennenträger kommt ein 51 Meter hoher freistehender Stahlrohrmast zum Einsatz.
Von hier aus wird die Stadt Blaubeuren und die nahen Täler mit den Rundfunkprogrammen des SWR versorgt. Mit einer Sendeleistung von 2 Watt ist der Sender Blaubeuren der leistungsschwächste Radiosender in der Bundesrepublik Deutschland. In Blaubeuren selbst sind die Programme des SWR über den Sender Ulm-Kuhberg zu empfangen.
Bis zur Einführung von DVB-T wurden von diesem Sender die Fernsehprogramme Das Erste (Sendeleistung 0,5 W), ZDF (20 W) und SWR Fernsehen (20 W) terrestrisch ausgestrahlt.

## Frequenzen und Programme

### Analoges Radio (UKW)
Beim Antennendiagramm sind im Falle gerichteter Strahlung die Hauptstrahlrichtungen in Grad angegeben. In UKW werden folgende Programme ausgestrahlt:
| Frequenz (MHz) | Logo | Sendername             | RDS (PS) | RDS (PI) | Regionalisierung  | ERP (kW) | Antenne | Pol |
| -------------- | ---- | ---------------------- | -------- | -------- | ----------------- | -------- | ------- | --- |
| 89,60          |      | SWR1 Baden-Württemberg | SWR1_BW_ | D301     | –                 | 0,002    | rund    | H   |
| 96,40          |      | SWR4 Baden-Württemberg | SWR4_UL_ | DE04     | Schwaben Radio    | 0,002    | rund    | H   |
| 97,90          |      | SWR Kultur             | SWR_Kult | D3A2     | Baden-Württemberg | 0,002    | rund    | H   |

Die ehemals von SWR3 verwendete Frequenz 98,9 MHz strahlt heute vom Sender Ulm-Kuhberg das Programm Dasding aus.

### Analoges Fernsehen (PAL)
Vor der Umstellung auf DVB-T diente der Sendestandort für analoges Fernsehen.
| Kanal | Frequenz (MHz) | Programm                        | ERP (kW) | Sendediagramm rund (ND)/ gerichtet (D) | Polarisation horizontal (H)/ vertikal (V) |
| ----- | -------------- | ------------------------------- | -------- | -------------------------------------- | ----------------------------------------- |
| 6     | 182,25         | Das Erste (SWR)                 | 0,0005   | D                                      | H                                         |
| 27    | 519,25         | ZDF                             | 0,02     | D                                      | H                                         |
| 56    | 751,25         | SWR Fernsehen Baden-Württemberg | 0,02     | D                                      | H                                         |

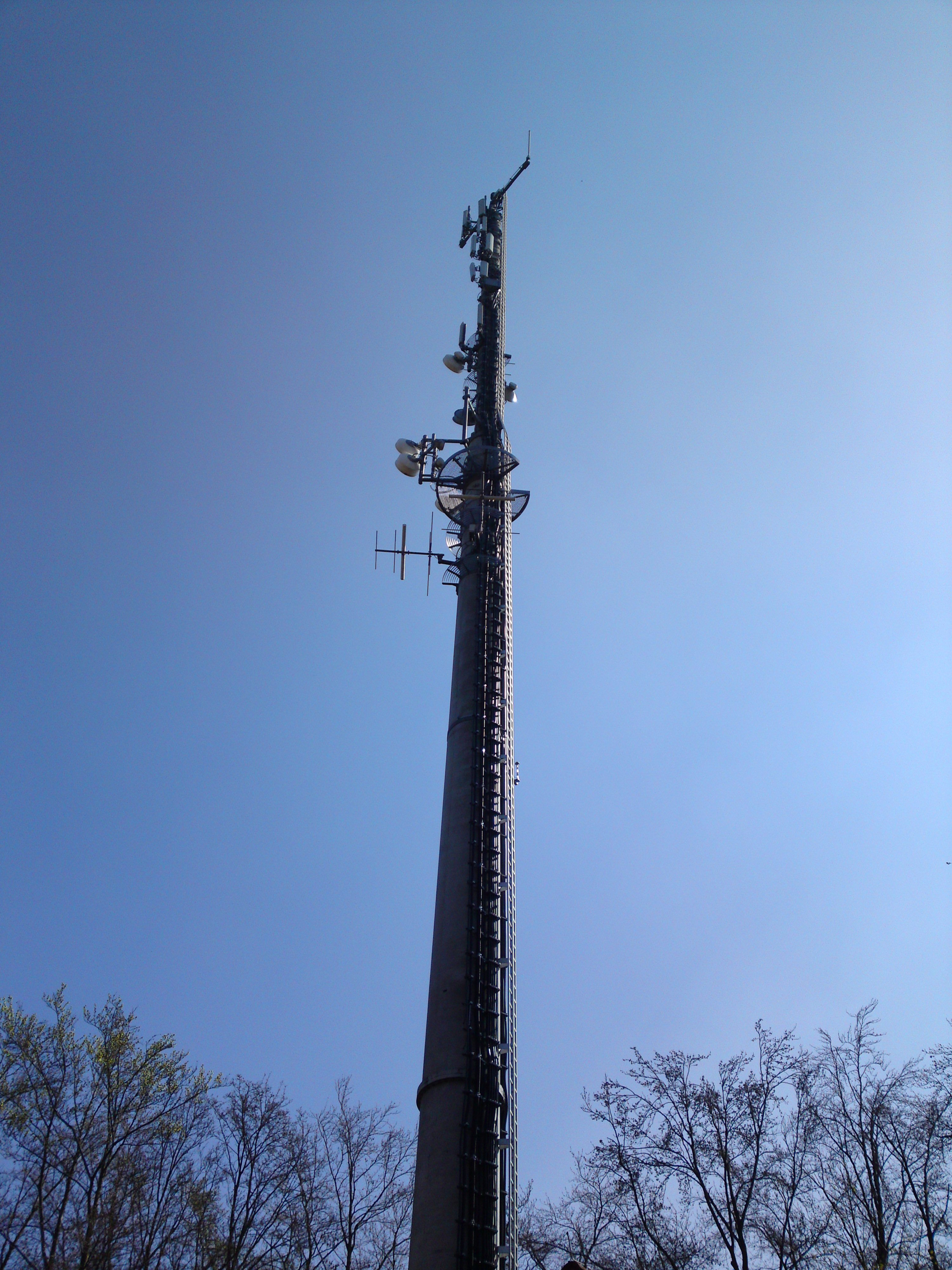
Sendeturm des Senders Blaubeuren
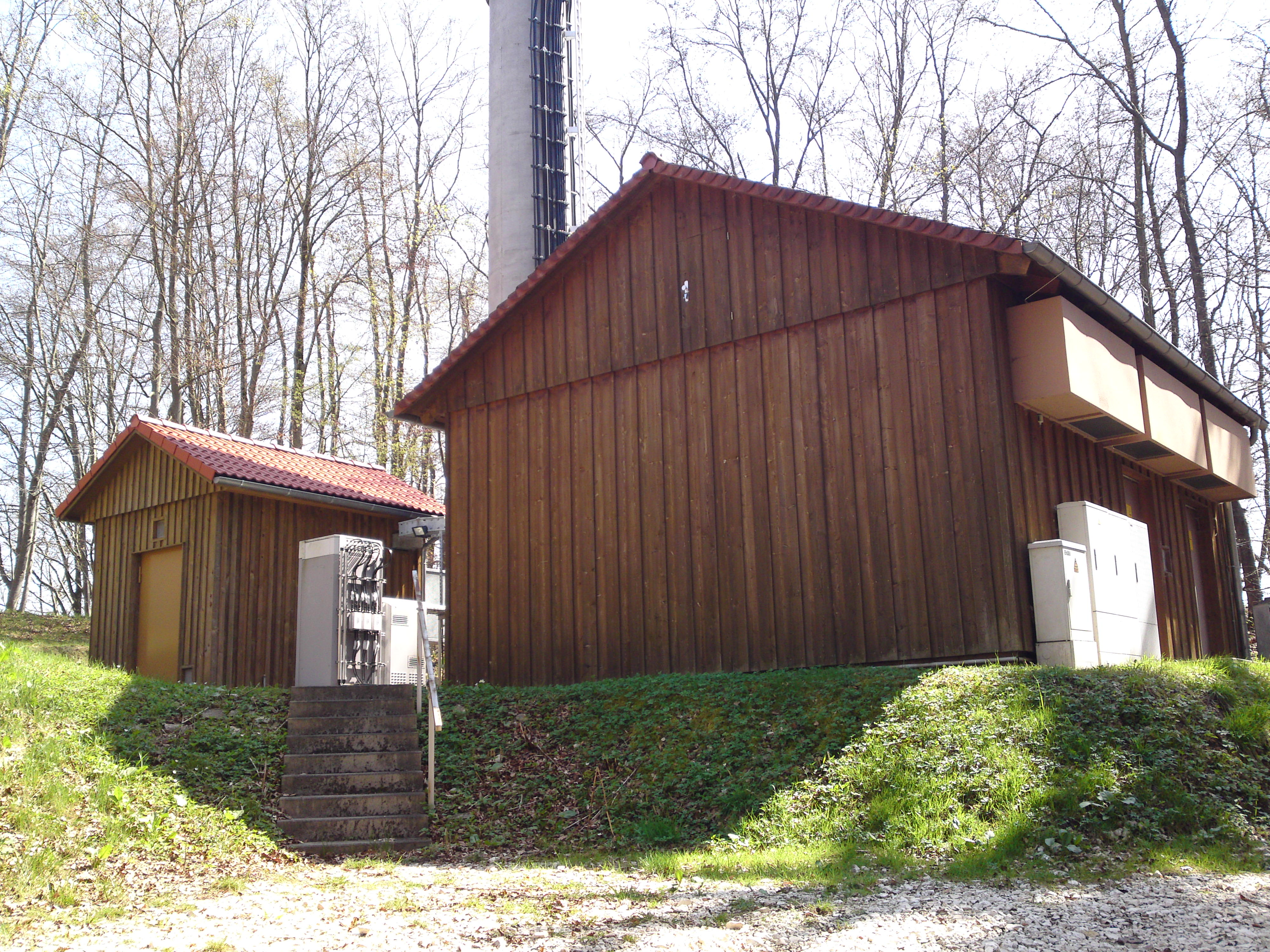
Senderhäuser
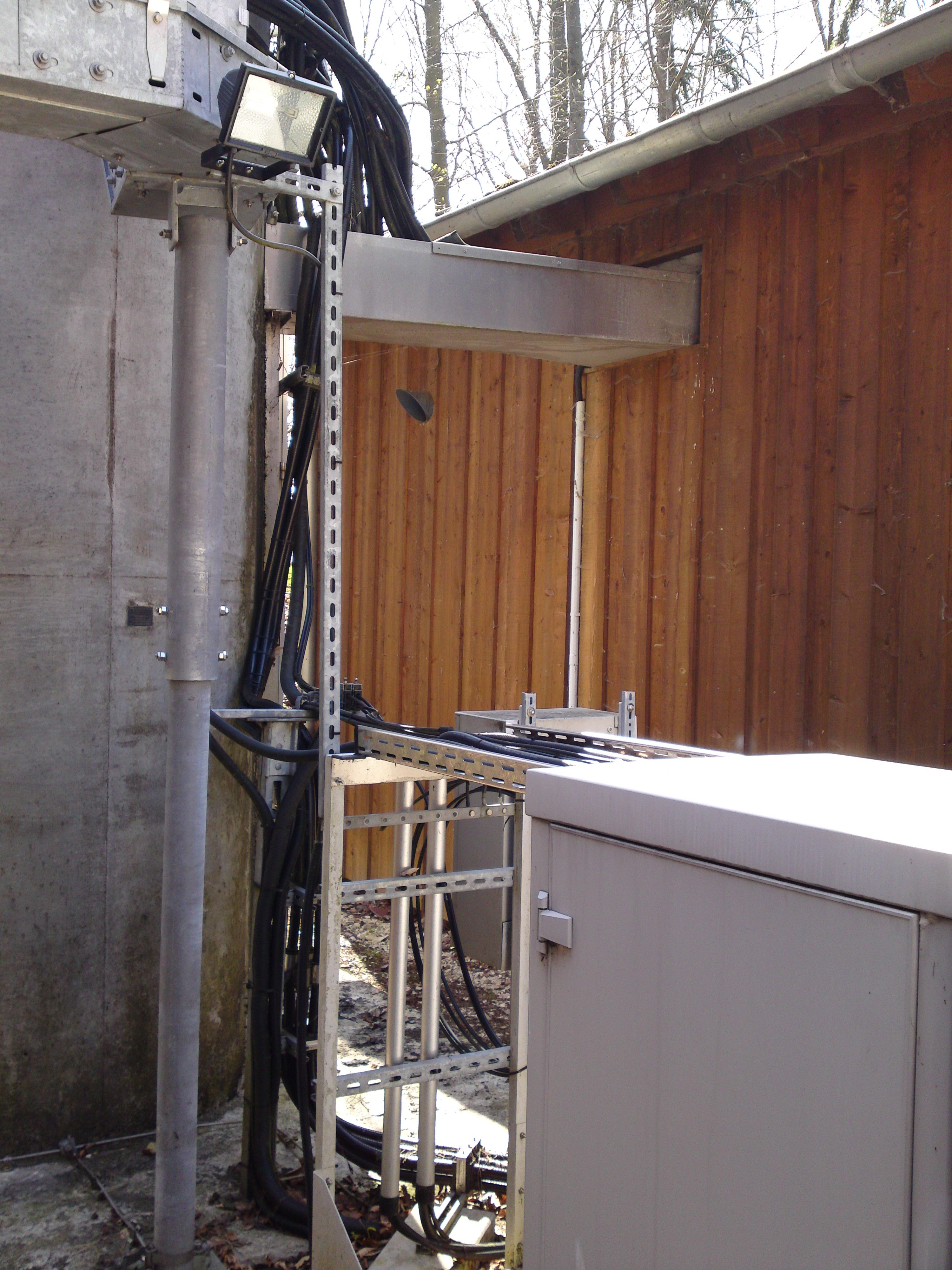
Zuleitung vom Senderhaus zum Sendemast
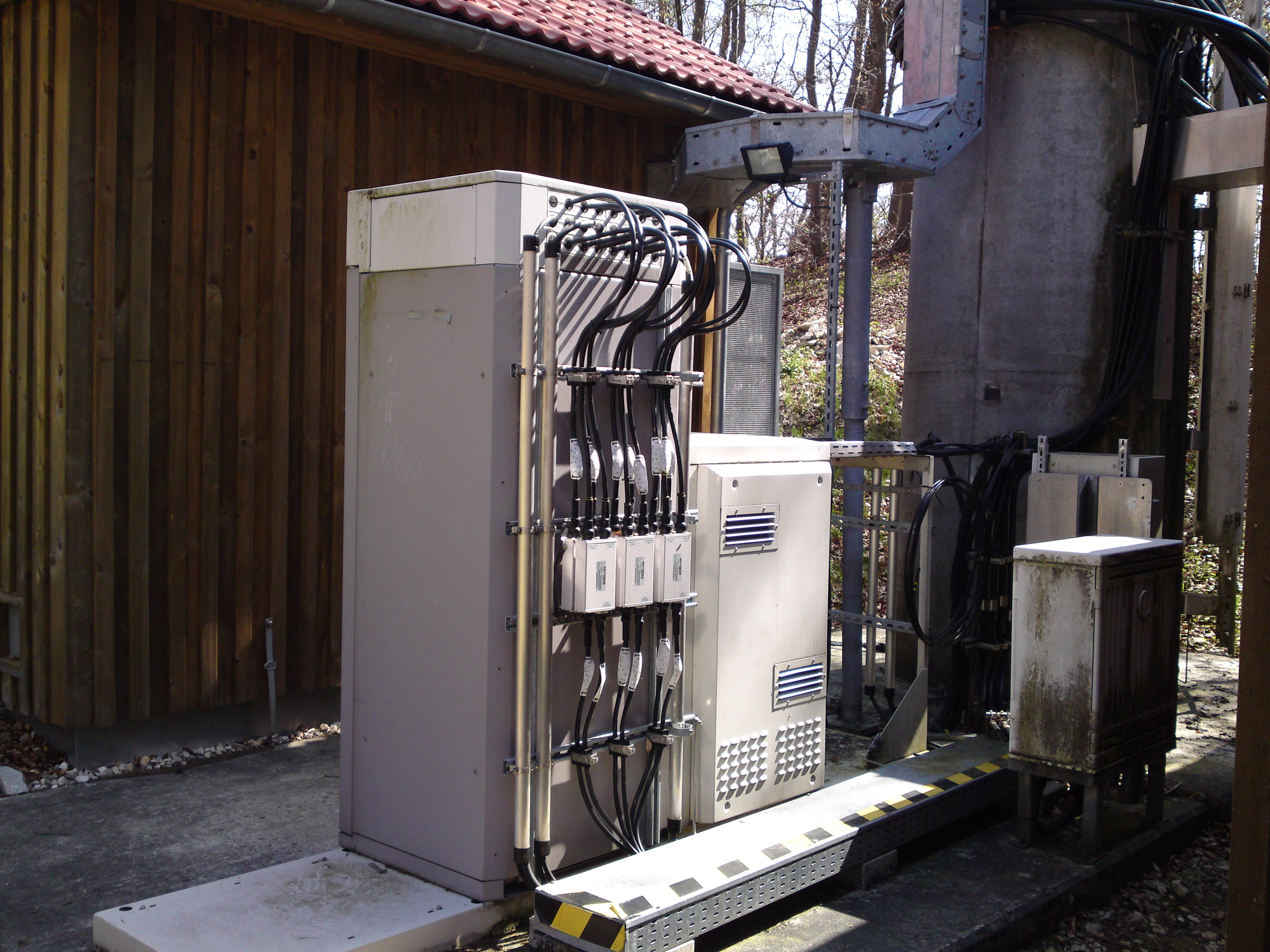
Zuleitung vom Senderhaus zum Sendemast